# Trần Quyết Chiến
Tran Quyet Chien (vietnamesisch: Trần Quyết Chiến) (* 3. Februar 1984 in Cà Mau, Vietnam) ist ein vietnamesischer Dreibandspieler und Dreiband-Team-Weltmeister 2024.

## Karriere
Tran wurde, nach eigenen Angaben, in eine arme Familie geboren. Sein Vater ist Beamter, seine Mutter Händlerin. Diese stellte früh einen Billardtisch zu Hause auf, an dem Leute gegen eine Gebühr spielen konnten. So entstand bei ihm in jungen Jahren die Liebe zu den bunten Bällen und dem Billard. In seinem armen Heimatdorf war der Billardtisch ein Unterhaltungszentrum für Männer. Wenn die Erwachsenen Billard spielten, lernte er durch Nachahmung. Im Gegensatz zum englisch und damit Snooker geprägten Thailand, wird in Vietnam, durch die ehemalige französische Kolonialmacht, Karambolage gespielt. Sein Rufname „Quyût Chiến“ heißt so viel wie „Bestimmt, um zu kämpfen und zu siegen“! Sein Vorbild ist der Belgier Frédéric Caudron, der auch sein Lehrer und Freund ist.
Die ersten internationalen Turniere spielte er 2007, er gewann Bronze beim Weltcup, die Bühne als professioneller Spieler betrat er dann 2010. Bei der Dreiband-Weltmeisterschaft 2015 schaffte er es ins Achtelfinale, scheiterte dort am Niederländer Dick Jaspers mit 26:40.  Tran ist der erste Vietnamese der einen Weltcup gewann. In dem rein vietnamesischen Finale, ebenfalls ein Novum, im Mai 2018 vor heimischem Publikum in Ho-Chi-Minh-Stadt konnte er seinen Landsmann Ngô Đinh Nai knapp mit 40:39 schlagen. Durch diesen Sieg kletterte er in der Weltrangliste erstmals in die Top 12, von vorher Rang 18. Beim LG Cup 2018 Anfang September schlug er Caudron im Finale mit 40:39 und holte sich bei dem hochdosierten Turnier damit seinen zweiten internationalen Sieg und die Siegerprämie von 60.000 €, eine Summe, für die die meisten seiner Landsleute 25 Jahre arbeiten müssen. Es war sein dritter Sieg in sechs Spielen gegen den amtierenden Weltmeister. Sensationell war schon sein Sieg in der Gruppenphase gegen Eddy Merckx mit 40:17 in 11 Aufnahmen. Beim ersten Weltcup des Jahres in Porto hatten er und seine Landsleute noch großes Pech, da alle Vietnamesen aus rein organisatorischen Gründen keine Visa erhielten und nicht am Turnier teilnehmen konnten. Sie konnten in Thailand als Vietnamesen keine Visa für Portugal beantragen, Vietnam hat dato aber keine portugiesische Botschaft.
Am 27. April 2019 wurde er vor heimischem Publikum gegen den jungen Koreaner Cho Myung-woo in Ho-Chi-Minh-Stadt Asienmeister und eroberte damit in der Weltrangliste Platz 3 hinter dem führenden Dick Jaspers und Frédéric Caudron. Am 9. Dezember 2022 spielte er im Achtelfinale des Dreiband-Weltcup gegen den Belgier Peter Ceulemans mit 22 Punkten seine beste Höchstserie.
Sein Sponsor und Vertragspartner ist Molinari Cues. Zum Team gehören noch Torbjörn Blomdahl, Choi Sung-won, Heo Jung-han,  Nikos Polychronopoulos und Hugo Patiño.

## Privatleben
Tran wohnt mit seiner Frau und den zwei gemeinsamen Töchtern im Bezirk Bình Thạnh in HCM-Stadt.

## Erfolge
- Dreiband-Weltmeisterschaft:  2023
- Asienmeisterschaft:  2019
- Dreiband-Weltcup:  2018/2, 2023/4, 2024/1  2007/7, 2016/5  2016/7, 2019/1
- LG U+ Cup 3-Cushion Masters:  2018  2016
- Dreiband Challenge Masters:  2018/3  2018/1
- Dreiband-Team-WM:  2024
- Dreiband-Südostasienspiele:  2021

Quellen: 